# Сыреньский, Шимон

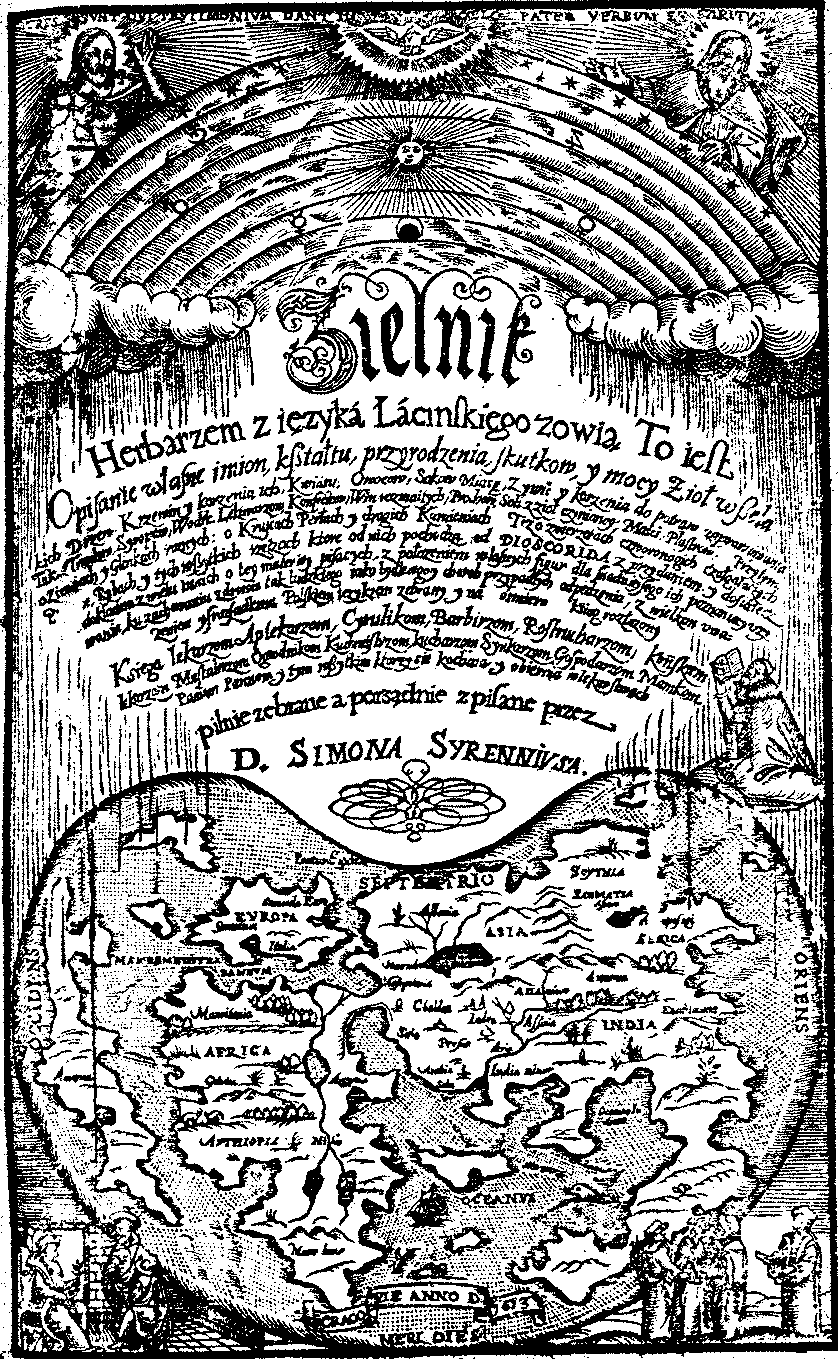
Титульный лист «Травника» Ш. Сирениуша. 1613 г

Шимон Сыреньский известный, как Сирениуш (пол. Szymon Syreński, Syreniusz, Syrenius, Sacranus; около 1540, Освенцим — 29 марта 1611, Краков) — польский учёный, профессор Краковской академии, врач, ботаник, исследователь лечебных свойств трав, один из выдающихся польских травников, создатель иллюстрированного «Гербария полезных растений», классического ботанического произведения периода Польского Возрождения.

## Биография
В 1560 году поступил на учёбу в Краковскую академию, которую окончил через десять лет со степенью магистра гуманитарных наук и доктора философии. Вскоре после этого отправился в Германию, где проявил интерес к флоре и, в частности, к использованию растений в медицинских целях. Посещал знаменитые ботанические сады и гербарии (в Аугсбурге, Майнце или Гейдельберге), а также знакомился с известными трудами в области ботаники, травничества и медицины, зачастую богато иллюстрированными. Тогда-то он, вероятно, и решил в будущем создать собственный труд в этой области знаний. Продолжил изучать медицину в университете Падуи, вернувшись в Польшу в 1577 году со степенью доктора медицины.
Одновременно с врачебной практикой во Львове Сирениуш занялся исследованием окружающей флоры, со временем стал организовывать исследовательские экспедиции на Подолье (окрестности Каменца), Покутья, в Бещады, Бескиды, Татры и даже в Венгрию. Собрав большой материал, поселился в 1589 году в Кракове, став профессором практической медицины в местной альма-матер и врачом, в том числе, для бедных.
Приступил к работе над делом всей своей жизни, которое представил для публикации в краковском издательстве в 1610 году.
Умер весной 1611 года, не дожив до публикации «Гербария или Травника» в 1613 г.
Его труд содержит описания 765 растений, в основном лекарственных, и их использование в домашнем хозяйстве, ремеслах и ветеринарии. Практический характер труда подчеркивает длинное название «Гербарий, из которого можно узнать, что он предназначается врачам, фармацевтам, цирюльникам, лекарям, конным врачам, мастерам, садовникам, поварам, трактирщикам, хозяевам, нянечкам, дамам и девицам».
В нём можно найти не только рецепты растительных лекарств, но и рецепты блюд, способы борьбы с вредителями, лечение домашнего скота и т. д., здесь также записаны старинные народные обычаи и обряды, связанные с растениями. К большинству описаний прилагаются гравюры на дереве с изображениями растений, содержащие рисунок цветущего растения с корнем, а иногда с плодами и семенами. Учитывая состояние знаний того времени, содержащиеся в нём советы давали шанс на выздоровление для многих пациентов.

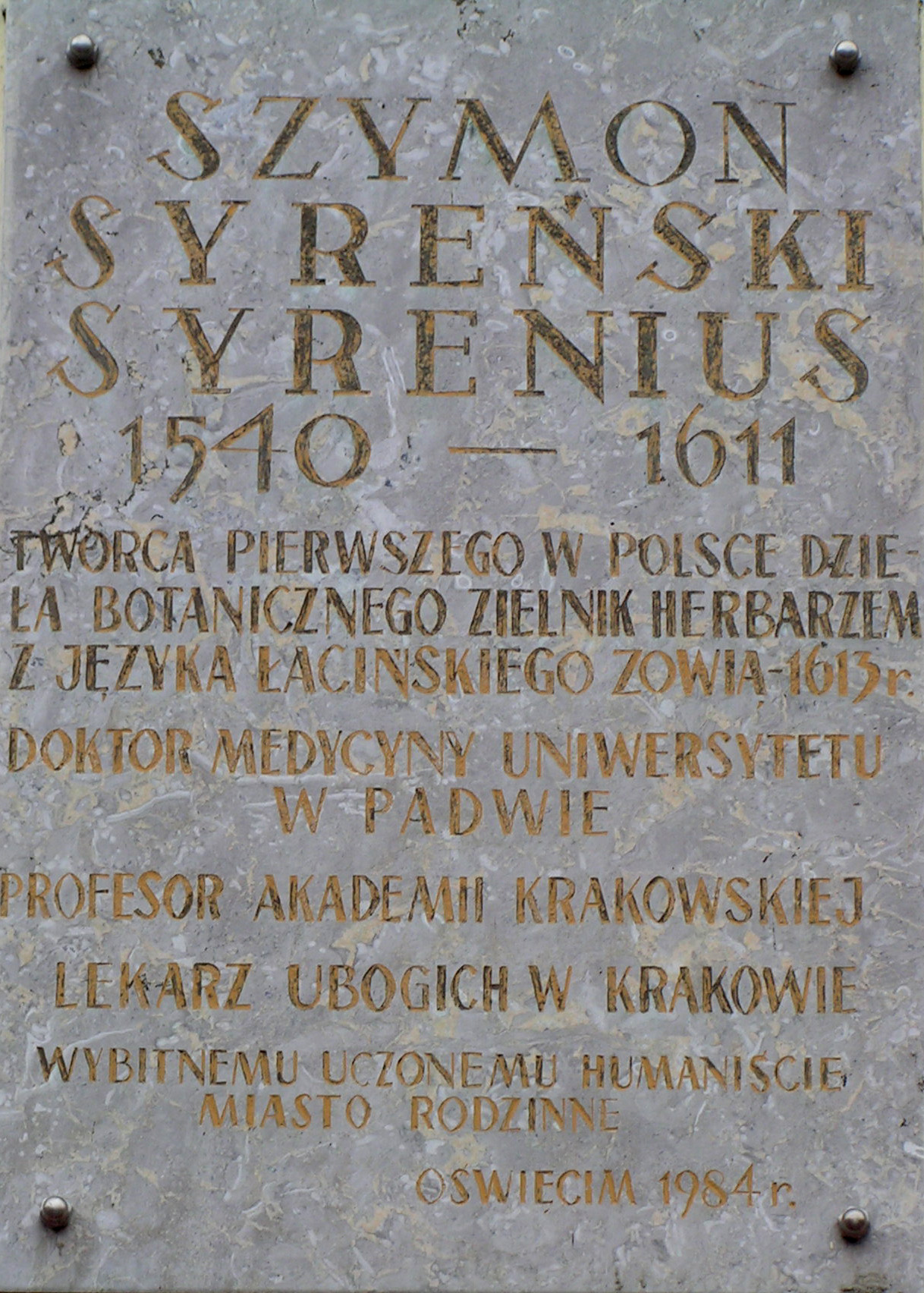
Мемориальная доска на Рыночной площади в Освенциме

«Гербарий» широко цитировался польскими флористами до начала 19 века, когда утратил своё научное значение. Тем не менее, он по-прежнему ценился и использовался в дворянских домах и аптеках в качестве руководства по фитотерапии. Это произведение было известно и популярно и в России; об этом свидетельствуют переводы XVII века на русский язык, хранящиеся в Российской национальной библиотеке в Санкт-Петербурге